# 닥터 후 스페셜 (2008년~2010년)
영국의 텔레비전 SF 드라마 《닥터 후》의 2008~2010년 특집은 시리즈 4와 시리즈 5를 잇는 다섯 개의 특별 에피소드다. 뉴 시즌 부활 이후 매년 한 시즌씩 방영되어오던 관례를 깨고, 2009년에는 처음으로 정규 시리즈 없이 스페셜로만 구성되어 방영되었다. 이는 2010년 시리즈 5부터 스티븐 모팻 프로듀서를 필두로 한 새로운 제작진이 드라마를 이어가게 되면서 충분한 제작기간을 확보하기 위함이었다. 2008년 12월 25일 크리스마스 특집 "The Next Doctor"로 시작된 이 스페셜 시즌은 2009년 12월 25일 크리스마스와 2010년 1월 1일 신년 특집으로 편성된 2부작 에피소드 "The End of Time"로 마무리되었다.
스페셜 시리즈의 제작은 2008년 4월 "The Next Doctor"부터 시작되었으며 2009년 3월에는 마지막 스페셜 에피소드인 "The End of Time"의 촬영이 개시되었다. 스페셜 에피소드 외에도 외전 에피소드 2개가 함께 제작되었는데 하나는 2008년 7월 닥터 후 프롬에서 공개된 "Music of the Spheres"이며, 다른 하나는 6부작 애니메이션 시리즈 《Dreamland》로 BBC 레드 버튼 서비스 한정으로 제작되어 2009년 11월 6일에 걸쳐 하나씩 공개되었다. 또 이번 시리즈는 사상 처음으로 HD 제작으로 전환된 시리즈로, "Planet of the Dead"부터 HD로 본격 제작되기 시작하였다.
이번 스페셜 시리즈에서는 각 에피소드마다 새로운 동행자가 한번씩 소개되며, 데이비드 모리시, 벨릴 차발랄라, 미셸 라이언, 린지 덩컨, 버나드 크리빈스 등이 출연하였다. 뿐만 아니라 이전 시즌에 출연하였던 캐서린 테이트, 프리마 아저먼, 노엘 클라크, 존 버로우만, 엘리자베스 슬레이든, 존 심도 등장한다. 10대 닥터 역의 데이비드 테넌트와 프로듀서 러셀 T 데이비스는 지난 시리즈 4에서 마지막 정규 시리즈를 마무리한 뒤, 이번 스페셜 시리즈를 통해 공식적으로 드라마에서 하차하게 되었다. 이후 시리즈부터는 맷 스미스가 닥터 역으로, 스티븐 모팻이 신임 프로듀서로 제작에 참여하게 되었다.

## 에피소드 목록
〈The End of Time〉은 10대 닥터의 이야기를 마무리하는 2부작 특집 에피소드로서, 뉴 시즌 시작 이래 처음으로 한가지 에피소드가 한 제목 아래 여러 부로 나뉜 에피소드였다. 이는 1989년 시즌 26의 〈Survival〉 이래 처음이었다. 여러 부로 기획된 에피소드는 이후에도 한동안 제작되지 않다가 2020년 〈Spyfall〉의 제작으로 사례가 하나 더 생기게 되었다.
| 스토리 수 | 특집 수 | 제목                         | 감독          | 작가                            | 본 방송 날짜     | 제작 번호 | 영국 시청자 수 (100만) | Appreciation Index |
| --- | ------- | ---------------------------- | ------------- | ------------------------------- | ---------------- | --------- | ---------------------- | ------------------ |
| 199 | 1       | "The Next Doctor"            | 앤디 고더드   | 러셀 T 데이비스                 | 2008년 12월 25일 | 4.14      | 13.10                  | 86                 |
| 빅토리아 시대의 런던에 도착한 10대 닥터 (데이비드 테넌트)는 도와달라는 외침을 듣고 현장으로 달려갔다가 '닥터'를 자칭하는 남자 (데이비드 모리시)와 그 동행자인 '로지타 파리시' (벨릴 차발랄라)를 만난다. 두 사람은 사이버쉐이드라 불리는 괴수형 사이버맨을 잡으려다 놓치고 만다. 닥터는 이 남자가 기억상실증에 걸린 미래의 자신이라 짐작한다. 남자는 런던 일대에서 벌어지는 실종사건과 사이버쉐이드의 정체에 대해 조사하고 있었다. 닥터는 남자의 집에서 사이버맨의 데이터 저장용기를 발견하고, 남자는 기억을 잃었을 시점에 갖고 있던 것이라 밝힌다. 이윽고 닥터는 이 남자가 사실은 '잭슨 레이크'라는 인간이며, 그 용기로부터 닥터에 관한 데이터를 흡수해 자신이 닥터라 착각하고 있음을 깨닫는다. 한편 사이버맨들은 아동을 착취하며 '사이버킹'이라는 거대 사이버맨 로봇을 만들고 있었고, 인간 협력자인 하티건 부인 (데블라 커완)을 조종자로 삼는다. 닥터는 레이크의 집 아래에서 사이버맨의 기지로 향하는 또다른 입구를 발견하고, 닥터와 레이크, 로지타는 레이크의 아들을 비롯하여 노동현장에 시달리던 아이들을 구출해 낸다. 그 사이 가동에 들어간 사이버킹이 런던 상공을 휘젓고, 닥터는 데이터 용기를 이용해 하티건과 사이버킹의 정신연결을 끊는다. 머지않아 들어온 감정 피드백으로 사이버맨과 하티건은 파멸을 맞이한다. 닥터는 레이크의 지하실에 있던 기술을 이용해 쓰러진 사이버킹을 시간의 소용돌이 속으로 빨아들인다. |         |                              |               |                                 |                  |           |                        |                    |
| 200 | 2       | "Planet of the Dead"         | 제임스 스트롱 | 러셀 T 데이비스 / 개러스 로버츠 | 2009년 4월 11일  | 4.15      | 9.75                   | 88                 |
| 절도범 크리스티나 드 수자 (미셸 라이언)은 박물관에서 고대의 성배를 훔쳐 시내버스에 올랐다가 웜홀을 통과하여 다른 행성으로 건너가게 된다. 버스에 함께 타고 있던 닥터는 승객들을 무사히 지구로 돌려보내기 위해 UNIT에 연락한다. 닥터와 크리스티나가 행성 정찰에 나선 사이, 버스를 수리하려던 승객들은 외계종족 '트리토보어' 두 명에게 납치되어 난파된 우주선으로 끌려간다. 닥터는 모든 것을 먹어치우며 생태계를 파괴하는 외계 가오리 떼가 이쪽으로 다가오고 있음을 깨닫는다. 우주선 역시 가오리떼의 습격으로 추락한 것이었고, 가오리떼는 트리토보어들을 죽인다. 닥터는 가오리들이 지구를 다음 먹잇감으로 삼고 있으며 그곳으로 이동하기 위해 웜홀을 뚫었음을 알아차린다. 가오리떼가 거의 다 접근한 순간, 닥터는 우주선의 기술력과 성배를 활용해 버스를 공중에 띄운다. 버스가 웜홀을 무사히 통과하자 UNIT이 웜홀을 때맞춰 닫고, 그 사이 넘어온 가오리 세 마리도 재빨리 해치워 버린다. 크리스티나는 경찰에 체포되지만 닥터의 도움으로 날아다니는 버스를 타고 탈출한다. 한편 버스의 승객이자 약한 예지력을 갖고 있던 '카르멘'은 닥터가 죽기 전에 '그가 네 번 노크할 것'이라고 전하고, 닥터는 불안감에 빠진다. |         |                              |               |                                 |                  |           |                        |                    |
| 201 | 3       | "The Waters of Mars"         | 그레이엄 하퍼 | 러셀 T 데이비스 & 필 포드       | 2009년 11월 15일 | 4.16      | 10.32                  | 88                 |
| 2059년 화성에 도착한 닥터는 인류 최초의 화성기지인 '보위 제1기지'에 머무르게 된다. 그곳을 지휘하던 '애들레이드 브루크' 선장 (린지 덩컨)은 난데없이 나타난 닥터를 구금한다. 기지대원들이 닥터를 심문하는 과정에서 닥터는 자신이 도착한 오늘, 이 기지가 대폭발하여 대원 전체가 사망한다는 사실을 기억해낸다. 닥터는 이 사건에 관여하지 않기로 마음먹지만 브루크 선장은 닥터를 기지에 억류한다. 한편 기지대원 두 명이 좀비의 모습으로 바뀐 채 몸속에서 물을 뿜어내는 섬뜩한 상황이 벌어진다. 브루크 선장은 아직 감염되지 않은 기지대원들에게 귀환선으로 대피하라고 명령하고 기지는 자폭하도록 설정한다. 닥터는 브루크 선장에게 자신이 알고 있던 사실과 관여할 수 없는 이유를 설명하고 기지를 떠난다. 하지만 귀환선의 조종사인 '에드'가 자신이 감염되었다는 사실을 깨닫고 자폭 버튼을 누른 바람에 나머지 대원들이 기지에 고립된다. 아비규환의 현장을 차마 두고볼 수 없었던 닥터는 브루크 선장과 살아남은 대원 두 명인 '유리', '미아'를 구출하고 타디스에 태워 지구로 되돌려 보낸다. 죽음의 운명을 회피할 순 없다는 브루크의 항의에, 닥터는 자신이 인류의 미래를 바꿀 힘이 있으며 아무도 나를 막을 수 없다고 자신한다. 그러나 그 직후 집으로 들어간 브루크는 자살을 택하고, 역사는 별달리 변하지 않은 상태로 흘러간다. 닥터는 자신의 앞에 나타난 우드 시그마에게 이제 죽을 때가 되었느냐고 묻지만 그는 답하지 않고 사라진다. |         |                              |               |                                 |                  |           |                        |                    |
| 202a | 4       | "The End of Time – Part One" | 유로스 린     | 러셀 T 데이비스                 | 2009년 12월 25일 | 4.17      | 12.04                  | 87                 |
| 4226년 우드스피어로 향한 닥터에게 우드들은 마스터가 돌아왔다고 경고하며 '시간의 종말'을 예고한다. 한편 지구에서 숭배단의 의식으로 부활한 마스터 (존 심)는 엄청난 위력을 갖게 되지만, 의식 도중에 루시 색슨 (알렉산드라 모엔)의 방해로 끊임없는 굶주림에 처하게 된다. 크리스마스 이브날 지구에 다시 도착한 닥터는 윌프레드 모트 (버나드 크리빈스)를 만난다. 이후 런던 외곽의 황야에서 마스터를 발견하고, 마스터가 자신의 정신에 울려퍼지는 북소리로 고통받고 있음을 깨닫는다. 이후 무장병력에 의해 체포된 마스터는 억만장자 '조슈아 네이스미스' (데이비드 헤어우드)에게 구금된 신세가 된다. 마스터에게 외계기술로 만들어진 '불멸의 문'을 수리하게 하여 사용하려는 것이 그의 목적이었다. 다시 닥터와 만난 윌프레드는 흰 옷을 입은 의문의 중년 여성으로부터 총을 다시 들어야 한다는 경고를 듣는다. 네이스미스의 저택으로 향한 닥터와 윌프레드는 인간으로 위장한 외계종족인 빈보치 두 명을 만난다. 이들은 불멸의 문이라는 게 사실 자신들의 고향에서 만들어진 무해한 의료기기라 주장한다. 그런데 마스터는 불멸의 문을 수리하는 과정에서 인류의 DNA를 자신의 것으로 대체하도록 재프로그래밍해 놓았고, 불멸의 문이 가동되는 그 순간 윌프레드와 도나 노블 (캐서린 테이트)를 제외한 전 인류가 마스터의 모습으로 바뀌어 버린다. 앞서 목숨을 잃지 않기 위해 닥터와의 기억을 잊었던 도나는 다시 닥터를 기억해내며 위험에 빠진다. 그 시각, 타임로드의 대통령인 라실론 (티모시 달튼)이 그간의 계획을 실현할 때가 왔다며 타임로드는 돌아온다고 선언한다.             |         |                              |               |                                 |                  |           |                        |                    |
| 202b | 5       | "The End of Time – Part Two" | 유로스 린     | 러셀 T 데이비스                 | 2010년 1월 1일   | 4.18      | 12.27                  | 89                 |
| 마스터로부터 도망쳐 나온 닥터와 윌프레드는 빈보치 우주선을 타고 도피한다. 그 사이 라실론은 어린 시절 마스터의 머릿속에 네 번의 북소리, 즉 타임로드의 심장박동 소리를 심어넣었음을 밝히고, 마스터의 신호에 초점을 맞춘 다음 다이아몬드를 쏘아 갈리프레이를 지구로 끌어올 수 있는 연결고리로 삼는다. 이 과정에서 타임로드들은 우연히 시간 전쟁의 공포도 함께 풀어놓게 된다. 라실론과 타임로드들이 네이스미스의 저택에 모습을 드러내고, 닥터와 빈보치는 우주선을 다시 지상으로 끌고 온다. 우주선에서 뛰어내려 저택 안으로 떨어진 닥터는 타임로드와 마스터에게 각각 권총을 겨누며 선택의 기로에 선다. 타임로드들은 시간 소용돌이와 우주 전체를 파괴하여 타임로드가 순수한 의식을 가진 존재가 되려는 속셈이었다. 그때 닥터는 윌프레드가 보았던 흰 옷의 여인을 발견하고 조용히 말을 건넨다. 이후 타임로드들이 쏘아올린 다이아몬드를 격추하여 산산조각낸다. 연결고리가 끊어지며 갈리프레이가 원래의 포켓 우주로 되돌아가기 시작하고, 라실론은 닥터를 죽이려고 하지만 마스터가 끼어들어 희생한다. 갈리프레이가 돌아감과 동시에 마스터로 바뀌었던 온 인류도 제 모습을 되찾는다. 죽음의 예언을 피했다고 생각한 닥터는 방사능이 누출되기 직전의 통제실에 갇혀버린 윌프레드가 네 번 노크하는 소리를 듣고 만다. 결국 닥터는 자신의 목숨을 대가로 윌프레드를 구하고 재생성할 준비에 나선다. 윌프레드를 집으로 돌려보낸 뒤 닥터는 그간 만났던 옛 동행자들과 지인들을 차례대로 만난다. 이후 타디스를 자동비행으로 설정해둔 닥터는 11대 닥터 (맷 스미스)로 재생성한다. |         |                              |               |                                 |                  |           |                        |                    |

### 보조 에피소드
"Music of the Spheres"는 2008년 닥터 후 프롬 행사를 위해 촬영된 영상이며, 〈Dreamland〉는 BBC 레드 버튼 제공을 위해 제작된 6부작 애니메이션 시리즈였다.
| 번호 | 제목                   | 감독      | 작가            | 본 방송 날짜          |
| --- | ---------------------- | --------- | --------------- | --------------------- |
| 1 | "Music of the Spheres" | 유로스 린 | 러셀 T 데이비스 | 2008년 7월 27일       |
| 10대 닥터가 우주의 중력 패턴을 음악으로 재현한 우주의 음악을 기반으로, 〈우주로 향하는 시〉 (Ode to the Universe)라는 교향곡을 쓰면서 시작되는 이야기를 다뤘다. 작곡에 열중하던 닥터에게 왠 갑자기 타디스 안으로 순간이동해온 그래스크 한 마리가 와서, 지금 이 타디스와 닥터후 프롬 공연이 열리고 있는 로열 앨버트 홀 간에 포털 연결이 임박해 왔다고 알린다. 닥터는 공연장 관객들에게 반갑게 인사를 건네고, 오케스트라 단원들에게 자신이 쓴 교향곡을 연주해 보라고 시킨다. 그러는 사이 그래스크는 닥터의 물총을 빼앗아 앨버트 홀을 쏘다니고, 닥터는 "중성자 흐름의 양극 뒤집기"로 그래스크를 다시 사로잡은 뒤 타디스에서 다른 우주의 한 켠으로 내쫒아 버린다. 에피소드 마지막에 이르러 닥터는 관객들에게 우주의 음악이 모두를 에워싼다는 명대사를 남긴다. |                        |           |                 |                       |
| 2 | 〈Dreamland〉          | 게리 러셀 | 필 포드         | 2009년 11월 21일~26일 |
| 1958년 미국 네바다주 데이스프링스. 현지 식당을 찾은 닥터는 근무중이던 종업원 캐시 라이스와 그녀의 친구 지미 스토킹울프를 만난다. 두 사람 모두 네바다 토박이라 소개한다. 도시를 둘러보던 닥터는 외계에서 온 물체에 주목하는데, 그와 동시에 비밀 요원들의 관심도 끈다. 한편으로 외계 전사이자 무자비한 성격의 아즐록 경, 외계인 바이퍼록스, 그리고 '드림랜드'란 이름으로 주로 알려진 군사기지 51구역의 사령관 스타크 대령은 닥터의 움직임에 주목하고 그를 뒤쫓는다. 닥터는 캐시, 지미, 그리고 지미의 할아버지 나이트 이글의 도움을 받으며, 미군이나 아즐록 경에게 붙잡히기 전에, 이곳에 발이 묶인 외계인 부부 리베시 맨틸랙스와 사루바 발렉을 구출할 임무를 세운다.                                                                                         |                        |           |                 |                       |